# La casa de Gisela
La casa de Gisela fue un reality show conducido por Gisela Valcárcel y transmitido por Frecuencia Latina. Salió al aire en abril del 2003 y culminó en diciembre del mismo. El programa lideró el índice de audiencia, con picos que superaron los 40 puntos en todos los sectores.
El programa se basó en el programa holandés Big Brother, que el canal posteriormente lo repitió en La casa de los secretos.

## Concepto
Trata sobre un grupo de concursantes (generalmente, unos 15) que conviven en una casa construida especialmente para el show, totalmente aislados y con 25 cámaras fijas a control remoto y 4 cámaras infrarrojas, además de 5 domos, 12 micrófonos inalámbricos y 10 micrófonos ambientales, todas ellas monitoreadas durante las 24 horas. Los participantes deben intentar superar las expulsiones que, periódicamente, la audiencia decide y así conseguir el premio final.
Como obligación, los concursantes tienen diferentes tareas para mantener la casa, y deben afrontar las pruebas semanales propuestas por el equipo de producción.
Durante la semana también artistas nacionales e internacionales los visitan. El sábado se transmite un recuento de todo lo que pasó en la semana.

## Impacto
En el debut, el programa registró 22.7 puntos, con picos de 30. El programa lideró el índice de audiencia 32 semanas de las 34 en que se emitió, logrando en el último día 27.6 puntos con picos de 31 y 40.

## Nueva temporada
En 2008 Panamericana Televisión planificó una nueva versión desde los estudios Monitor, proyecto involucró a modelos en las cámaras de una casa fabricada y que solo entró en fase de producción.

## Videografía
- «Latina 40 años, el documental: Capítulo 7». Latina (programa especial por el 40 aniversario) (Latina Televisión). 12 de marzo de 2023.  Escena en minuto 9. Consultado el 13 de marzo de 2023.

- Datos: Q5966032